# Austrofaschismus

Das Kruckenkreuz war Symbol der austrofaschistischen Vaterländischen Front und des von ihr regierten Ständestaates

Der Begriff Austrofaschismus ist eine der Fremdbezeichnungen für das von 1933/34 bis 1938 in Österreich etablierte autoritäre, an ständestaatlichen und faschistischen Ideen orientierte Herrschaftssystem mit starken Anlehnungen an die Diktatur Benito Mussolinis in Italien. Die Selbstbezeichnung war Ständestaat. Unter Historikern ist der Begriff Austrofaschismus umstritten. Er wird dezidiert vertreten, aber auch als zu umfassend abgelehnt oder in Einzelaspekten relativiert. Manche Historiker ordnen den Austrofaschismus dem Klerikalfaschismus zu. Alternativ verwendete Bezeichnungen lauten Kanzlerdiktatur, Regierungsdiktatur und Dollfuß-Schuschnigg-Diktatur.
Entwickelt und getragen wurde diese Abkehr von der Demokratie 1933/34 von Bundeskanzler Engelbert Dollfuß und nach dessen Ermordung durch Nationalsozialisten maßgeblich von Kurt Schuschnigg und der Vaterländischen Front, einer Sammelbewegung und Einheitspartei, zu der sich die Christlichsoziale Partei, die Heimwehr und der Landbund zusammengeschlossen hatten. Am 11./12. März 1938, mit dem „Anschluss Österreichs“ an das Deutsche Reich, wurde diese Diktatur durch die Herrschaft der Nationalsozialisten abgelöst.

## Die Entstehung des austrofaschistischen Systems
Mit dem Korneuburger Eid der Heimwehr vom 18. Mai 1930 wurden die Ausschaltung des Parlaments und ein antidemokratischer Kurs, der sich in erster Linie gegen die oppositionelle Sozialdemokratie richtete (siehe Linzer Programm der Sozialdemokraten aus dem Jahr 1926), erstmals als Programm formuliert. Wir verwerfen den westlich-demokratischen Parlamentarismus und den Parteienstaat war eine der Formeln, die neben Heimwehrverbänden aus dem gesamten Bundesgebiet auch viele junge christlichsoziale Politiker wie die späteren Bundeskanzler Leopold Figl und Julius Raab schworen.
Bei der Nationalratswahl 1930 erhielten die österreichischen Nationalsozialisten über 100.000 Stimmen, jedoch kein Mandat. Bei den Landtagswahlen in Wien, Niederösterreich und Salzburg am 24. April 1932 erreichten die Nationalsozialisten 336.000 Stimmen. Diese Gewinne gingen vor allem auf Kosten der Großdeutschen.
Allein in Wien bekamen die Nationalsozialisten 201.000 Stimmen und versiebenfachten damit ihren Stimmenanteil. Die Wiener Sozialdemokraten hielten ihren Stimmenanteil von 59 %, die Christlichsozialen verloren leicht. Bei den gleichzeitigen Gemeinderatswahlen in Kärnten und in der Steiermark waren die Ergebnisse etwas bescheidener, aber trotzdem beachtlich.
Diese dramatische Stärkung der Nationalsozialisten machte klar, dass die aus Christlichsozialen, Landbund und Heimwehren bestehende Regierung bei den nächsten Nationalratswahlen ihre ohnehin knappe Mehrheit (nur ein Mandat) verlieren würde. Dies führte zunehmend zu Bestrebungen zur Errichtung einer Diktatur; das Vorhaben wurde insbesondere von Benito Mussolini wesentlich unterstützt.
Dollfuß – er war im Mai 1932 zum Bundeskanzler ernannt worden – regierte seit 1. Oktober 1932 teilweise unter Berufung auf das Kriegswirtschaftliche Ermächtigungsgesetz aus dem Jahr 1917, welches im Rahmen des Verfassungs-Übergangsgesetzes 1920 (VÜG 1920), allerdings ohne die in der Monarchie gegebene parlamentarische Kontrolle, in die republikanische Bundesverfassung übergeleitet worden war. Dollfuß warb öffentlich für die Vorgehensweise nach § 7 Abs. 2 VÜG 1920, im Parlament wurden auch keine Anträge gestellt, diese in der unmittelbaren Nachkriegszeit auch von Sozialdemokraten angewandte Verfassungsbestimmung abzuschaffen.
Den Anlass zur Beseitigung jeder parlamentarischen Kontrolle bot die am 4. März 1933 ausgelöste Geschäftsordnungskrise des Nationalrats. Sie wurde von der damaligen Regierung als „Selbstausschaltung des Parlaments“ bezeichnet. Dollfuß verwendete die Vollmachten des § 7 Abs. 2 VÜG 1920 nun als rechtliches Instrument, um die Demokratie vollends auszuschalten.
Nachdem bei Ausschreitungen zwischen Nationalsozialisten und Schutzbündlern am 16. Oktober 1932 in Wien-Simmering („Simmeringer Blutsonntag“) vier Menschen (darunter ein Polizist) erschossen worden waren, erließ der Ministerrat am 7. März 1933 ein Versammlungs- und Aufmarschverbot. Eine als wirtschaftliche Schutzmaßnahme getarnte Presseverordnung wurde herausgegeben. Das durch § 7 Abs. 2 VÜG 1920 übergeleitete KWEG 1917 bezog sich aber ausdrücklich nur auf wirtschaftliche Maßnahmen, bei denen die Regierung Vollmacht hatte – sodass die Presseverordnung auch als wirtschaftliche Maßnahme tituliert wurde. Nach dieser Presseverordnung konnte unter bestimmten Voraussetzungen, beispielsweise, wenn „durch Verletzung des vaterländischen, religiösen oder sittlichen Empfindens eine Gefahr für die öffentliche Ruhe, Ordnung und Sicherheit […]“ bestand, für eine bereits einmal beschlagnahmte Zeitung die Vorlagepflicht zwei Stunden vor der Verbreitung angeordnet werden. Dabei war klar, dass es sich um eine reine Vorzensur handelte, doch war die Regierung bemüht, den Schein nach außen zu wahren, auch weiterhin das verfassungsmäßige Verbot einer Zensur zu achten.
Als die Opposition die Geschäfte des Nationalrats am 15. März 1933 wieder aufnehmen wollte, wurde dies mit Polizeigewalt verhindert. Das Parlament wurde von 200 Kriminalbeamten umstellt und die sozialdemokratischen und großdeutschen Abgeordneten wurden am Betreten gehindert. Die Sozialdemokratische Partei durfte vorerst weiter bestehen bleiben, aber am 31. März 1933 verbot die Regierung den Republikanischen Schutzbund der Sozialdemokraten. Die rechtmäßige Existenz der Gegenorganisationen zum Schutzbund, die paramilitärischen Wiener Heimatschutzverbände wurde dagegen bestätigt. Am 10. April 1933 wurde die zwangsweise Teilnahme an religiösen Übungen durch Aufhebung des so genannten Glöckel-Erlasses wieder eingeführt. Der Urheber des Erlasses, der ehemalige sozialdemokratische Unterrichtsminister Otto Glöckel, wurde 1934 in der Folge der „Februarrevolte“, an der er nicht persönlich beteiligt war, in seinem Büro im Palais Epstein verhaftet und in das Anhaltelager Wöllersdorf gebracht. Glöckel kehrte aus der Haft als gebrochener Mann zurück und verstarb am 23. Juli 1935 in Wien.

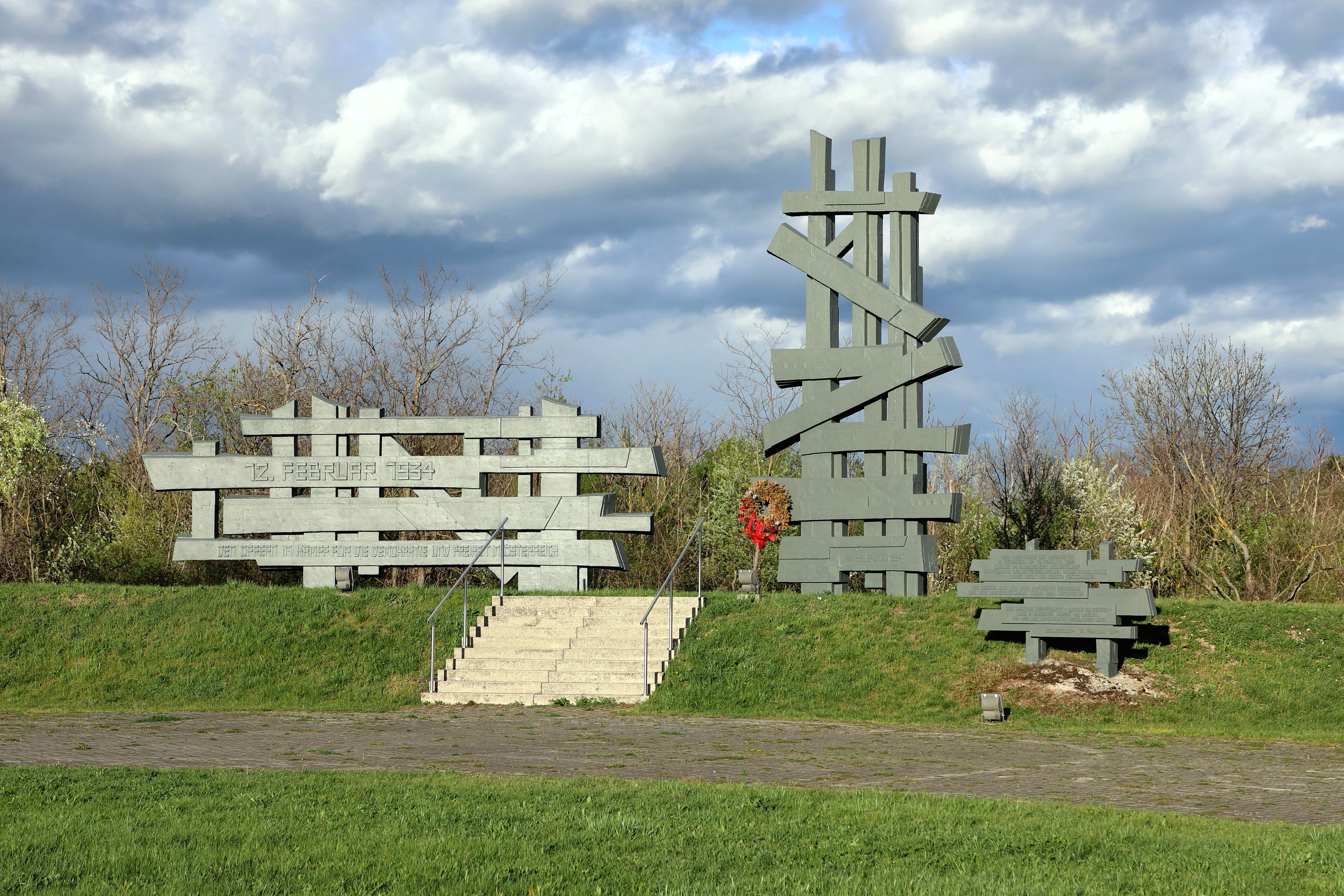
Mahnmal am Gelände des ehemaligen Anhaltelagers Wöllersdorf; 1974 enthüllt

Am 10. Mai 1933 verordnete die Regierung die Aussetzung aller Wahlen auf Bundes-, Landes- und Gemeindeebene. Am 26. Mai wurde die Kommunistische Partei Österreichs verboten, am 19. Juni (nach der Ermordung des jüdischen Meidlinger Juweliers Norbert Futterweit durch Nationalsozialisten eine Woche davor) die NSDAP und ihre Wehrformationen. Sozialdemokraten und Großdeutsche durften vorerst weiter bestehen.
Dollfuß erklärte im September 1933, dass ein autoritärer Ständestaat sein Ziel sei, und steuerte nun auf eine Konfrontation mit der Sozialdemokratie zu. Es folgten Verhaftungsaktionen von Schutzbündlern. Für die Festsetzung politischer Gegner wurde das „Anhaltelager Wöllersdorf“ eingerichtet. Als die Polizei in den Morgenstunden des 12. Februar 1934 das Hotel Schiff durchsuchte, das Linzer Parteiheim der Sozialdemokraten, wehrten sich die Schutzbündler und es kam zu einem kurzen Bürgerkrieg, den Februarkämpfen von 1934. Noch am selben Tag wurde die Sozialdemokratische Partei verboten. Zentren der Auseinandersetzungen waren die oberösterreichischen Industriegebiete, die Obersteiermark und Wien. Der Schutzbund unterlag den militärischen Kräften von Heimwehr und Bundesheer, die sogar Artillerie einsetzten, binnen weniger Tage.
In einer „Nationalratssitzung“ wurde am 30. April 1934 von den Abgeordneten der Vaterländischen Front ein Gesetz beschlossen, das die Regierung mit allen Befugnissen ausstattete, die zuvor Nationalrat und Bundesrat oblagen. Die Mandate der Sozialdemokraten wurden vor Zusammentreten des „Rumpfparlaments“ für erloschen erklärt; die großdeutschen Abgeordneten nahmen an der Farce größtenteils nicht teil.

## Verfassung der Diktatur
Die Vollendung dieses Putsches stellte die „Verfassung“ dar, die am 1. Mai 1934 – nicht zufällig an einem der wichtigsten Feiertage der niedergeschlagenen Arbeiterbewegung – erlassen wurde. Aus „Österreich ist eine demokratische Republik. Das Recht geht vom Volk aus“ wurde in der neuen Verfassung: „Im Namen Gottes, des Allmächtigen, von dem alles Recht ausgeht, erhält das österreichische Volk für seinen christlichen deutschen Bundesstaat auf ständischer Grundlage diese Verfassung“. Die Staatsbezeichnung Republik Österreich wurde durch Bundesstaat Österreich ersetzt.
Als wappenähnliches Emblem wählte der Staat das Kruckenkreuz in Anlehnung an historische, mutmaßlich vor-habsburgische Symbole und in Abgrenzung zum Hakenkreuz der Nationalsozialisten.

### Justiz

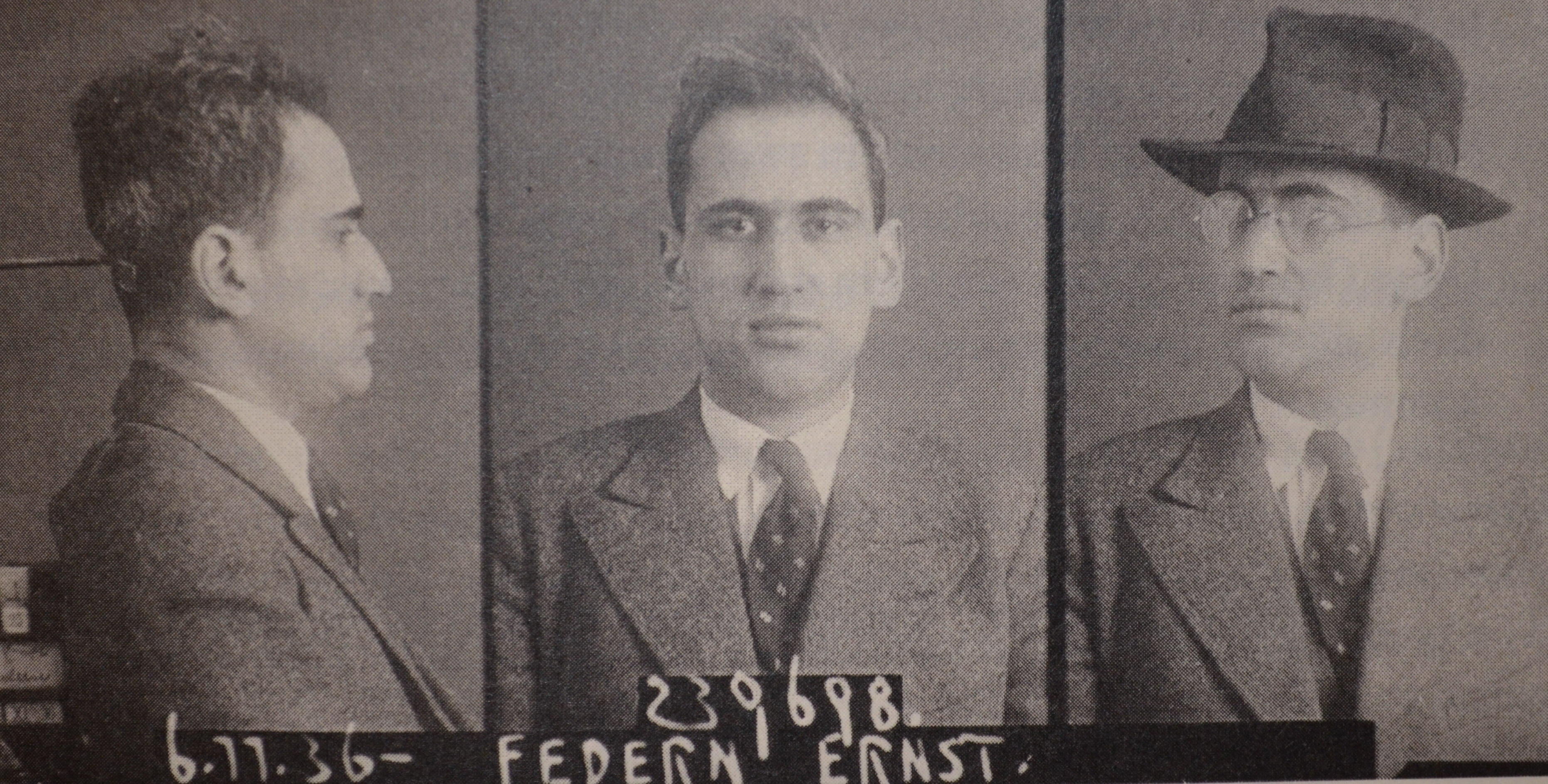
Ernst Federn, Aufnahmen der österreichischen Staatspolizei, 6. November 1936

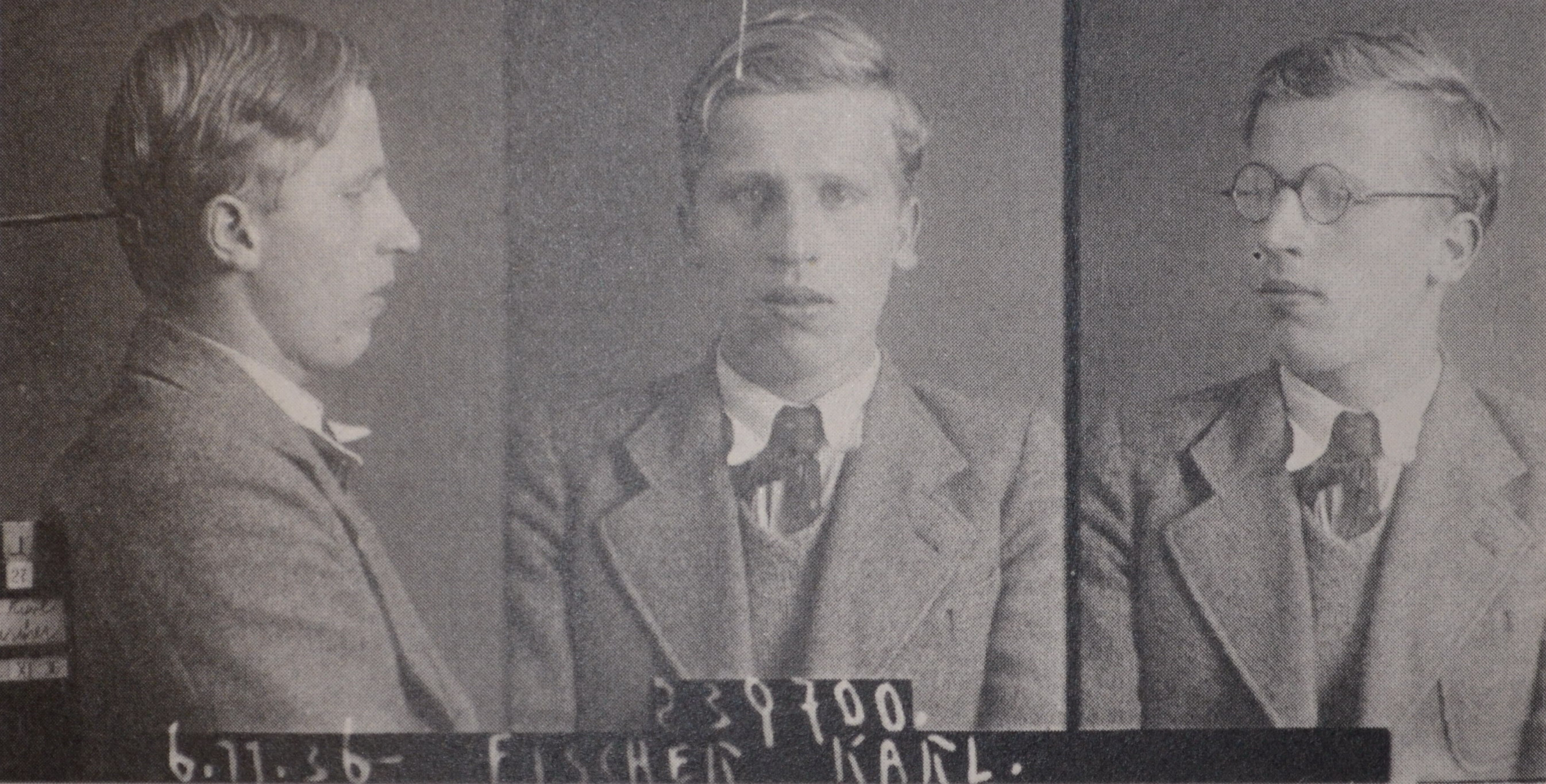
Karl Fischer, Aufnahmen der österreichischen Staatspolizei, 6. November 1936

Nachdem das Parlament ausgeschaltet worden war, entledigte sich die Regierung 1933 auch des Verfassungsgerichtshofs. Die vier christlichsozialen Verfassungsrichter wurden zum Rücktritt bewogen, womit der Gerichtshof nicht mehr beschlussfähig war, da Bundespräsident und Bundesregierung nichts zur Nachbesetzung der vakanten Richterstellen unternahmen.
Die Regierung kam damit einer sehr wahrscheinlichen Aufhebung der „Notverordnungen“ zuvor, auf deren Grundlage sie seit einigen Monaten regierte. Die Ausschaltung des Verfassungsgerichtshofs wurde rechtlich abgesichert, indem Neuernennungen von Verfassungsrichtern per Verordnung untersagt wurden.
Im September 1933 ließ die Regierung mehrere Anhaltelager (so z. B. das Anhaltelager Kaisersteinbruch) zur Internierung politischer Gegner einrichten. Neben Sozialdemokraten, Sozialisten, Kommunisten und Anarchisten wurden dort nach dem Juliputsch 1934 in großer Zahl auch Nationalsozialisten eingesperrt.
Am 11. November 1933 verhängte die Regierung Dollfuß das Standrecht und führte auf diese Weise die Todesstrafe für bestimmte Delikte (Mord, Brandstiftung und öffentliche Gewalttätigkeit durch boshafte Beschädigung fremden Eigentums) wieder ein. Standrechtliche Prozesse wurden von vier Richtern und einem Staatsanwalt geführt, die Verhandlungsdauer betrug längstens drei Tage, wobei der Angeklagte entweder freizusprechen oder zum Tod durch den Strang zu verurteilen war. Dauerte der Prozess länger als drei Tage, war nicht mehr das Standgericht, sondern ein ordentliches Schwurgericht zuständig, das die Todesstrafe nicht mehr verhängen konnte. Die Bundesregierung sicherte sich zudem die Möglichkeit, dem Bundespräsidenten Begnadigungen vorschlagen zu können, und bewahrte auf diesem Weg mehrmals Personen, die den Christlichsozialen politisch nahestanden, vor der Todesstrafe.
Als erstes Todesopfer der Standgerichte ging der geistig behinderte Peter Strauß in die Geschichte ein. Per Notverordnung wurde vom 12. bis zum 21. Februar 1934 auch das Delikt des „Aufruhrs“ der Standgerichtsbarkeit unterworfen, so dass Personen, die sich an den Februarkämpfen beteiligt hatten, zum Tode verurteilt werden konnten. Prominente politische Opfer der standrechtlichen Todesstrafe während des Austrofaschismus waren unter anderem sozialdemokratische Führungsfiguren des Februaraufstandes, darunter Karl Münichreiter, Georg Weissel, Koloman Wallisch, Emil Swoboda und Josef Stanek.
Am 19. Juni 1934 führte eine Gesetzesänderung die Todesstrafe auch im ordentlichen Verfahren wieder ein. Insgesamt wurden zwischen Februar 1934 und März 1938 in Österreich 141 Todesurteile ausgesprochen, von denen die meisten in Haftstrafen umgewandelt wurden, 45 Personen wurden hingerichtet.
Im September 1934 erreichte die Anzahl der politischen Häftlinge, die in Anhaltelagern und Notarresten festgehalten wurden, 13.338. Insgesamt wurden im Ständestaat rund 16.000 Österreicher aus politischen Gründen inhaftiert.

### Bildungspolitik
Bereits 1933 wurde eine Reihe von Gesetzen erlassen, die die österreichische Bildungspolitik austrofaschistischen Grundsätzen gemäß umgestalten sollten. Der katholischen Kirche wurde dabei starker Einfluss auf das zuvor durch Otto Glöckel säkularisierte Bildungssystem eingeräumt. Wer in Österreich nun eine höhere Schule mit Matura absolvieren wollte, musste den Religionsunterricht besucht haben. Mädchen wurde das Erreichen eines höheren Bildungsgrades wieder erschwert, da die Machthaber das klassische Frauenbild der Hausfrau und Mutter favorisierten. Zudem wurde im Sommer 1933 allen oppositionellen Jugendorganisationen aus dem sozialistischen, deutschnationalen und nationalsozialistischen Lager die Tätigkeit an den Schulen untersagt. An ihre Stelle trat 1936 die neugegründete Staatsjugend, das Österreichische Jungvolk.
Auch auf Hochschulebene erließ die Bundesregierung 1933 mehrere Gesetze. Zunächst wurde die Zahl der Hochschullehrer und Assistenten vermindert, womit insbesondere regimekritische Lehrende auf legalistischem Wege ihrer Ämter enthoben werden konnten. Mit einem weiteren Gesetz wurden Disziplinarverfahren, die bisher der jeweils betroffenen Universität oblagen, der Kontrolle des Bundesministeriums unterstellt, was sich ebenfalls zum Nachteil kritischer Mitarbeiter der Universitäten auswirkte.
Akademische Funktionäre konnten von nun an ausschließlich Personen werden, die Mitglied der Vaterländischen Front waren. „Jede freiwerdende Lehrkanzel muss, wenn der entsprechende Mann vorhanden ist, mit einem Hochschullehrer von vaterlandstreuer und womöglich auch noch besonders christlicher Gesinnung besetzt werden“, ließ Unterrichtsminister Hans Pernter nach Beschluss der neuen Hochschulgesetze verlautbaren.
Zur ideologischen Schulung der Studierenden führte die Regierung Pflichtvorlesungen zu den „ideellen und geschichtlichen Grundlagen des österreichischen Staates und zur weltanschaulichen und staatsbürgerlichen Erziehung“ ein und errichtete verpflichtende, militärisch geführte Hochschullager. Im Gesetzestext, der die Einführung militärischer Hochschullager regelte, heißt es: „Jedes Hochschullager soll einen militärischen und einen pädagogischen Leiter, also Offiziere und Erziehungsleiter, erhalten, wobei ersteren das militärische Kommando und die vormilitärische Schulung, letzteren das Vortragswesen und die Freizeitgestaltung obliegt.“ Ein solches Hochschullager umfasste jeweils etwa 100 Studenten.

### Wirtschafts- und Sozialpolitik

Arbeitslosenquote Österreichs vor, während und nach der ständestaatlichen Wirtschaftspolitik

Im Bereich des Außenhandels wandte man sich bereits 1930 vom liberalen Freihandelssystem ab und führte ein Autarkiemodell ein. Oberste Maxime war die Abschottung des österreichischen Marktes vom Weltmarkt, wovon man sich einen wirtschaftlichen Aufschwung erhoffte. Weltwirtschaftlicher Hintergrund war dabei der New Yorker Börsenkrach im Jahr 1929.
1932 gab es im Jahresdurchschnitt 468.000 Arbeitslose in Österreich. Im Jahr 1933 stieg die Zahl der Arbeitslosen auf 557.000 an, was einem Prozentsatz von 25,9 entspricht. Die Situation wurde dadurch verschlimmert, dass immer mehr Arbeitslose als ausgesteuert galten. Sie verloren damit jeglichen Anspruch auf staatliche Unterstützung. In den folgenden Jahren (1933 bis 1937) sank der staatliche Sozialausgabenindex von 100 auf 79,42.
Ziel der Christlichsozialen und der Heimwehr war die „Abschaffung des Klassenkampfes“. Zu diesem Zweck wurden zwangsweise Standesverbände aus Arbeitern und Unternehmern eingerichtet, so genannte Korporationen, die die gewerkschaftliche Organisation der Arbeiter unterminieren und ablösen sollten. Als einzige Gewerkschaft agierte ab 1934 die stark vom Staat kontrollierte Einheitsgewerkschaft. Die soziale Verantwortung wurde vom Staat auf „ständische“ Untereinheiten delegiert.
Dahingegen wurde dem Gewerbesektor die Schutzfunktion des Staates im großen Ausmaß zuteil. 1933 führte die Regierung eine Gewerbesperre ein, 1934 folgte das Untersagungsgesetz, das in den folgenden Jahren mehrmals verschärft wurde. Diese Politik stellte eine radikale Abkehr von der seit Jahrzehnten gültigen liberalen Gewerbeordnung dar, die 1935 in die Wiedereinführung des Zunftwesens gipfelte. „Mit dem Beharren auf orthodoxe Muster wurde für die Wirtschaftspolitik im Österreichischen Ständestaat eine Zwangslage geschaffen, die die inneren Widersprüche auf allen Ebenen überhand nehmen ließ“, resümiert der Wirtschaftswissenschaftler Gerhard Senft die austrofaschistische Wirtschaftspolitik.

### Kulturpolitik
Die offizielle Kulturpolitik während des Austrofaschismus war von einer Affirmation des Barock und anderer „vorrevolutionärer“ Stilrichtungen geprägt. Mit „vorrevolutionär“ ist hier die Zeit vor der französischen Revolution von 1789 gemeint. In diesem Zusammenhang kam es immer wieder zu positiven Bezugnahmen auf die „Wehrhaftigkeit“ Österreichs zur Zeit der Türkengefahr, um das Bild der „Bedrohung aus dem Osten“ wach zu halten bzw. erneut in Erinnerung zu rufen und nunmehr auf die kommunistische Sowjetunion zu projizieren.
Der Autor Robert Musil kommentierte die austrofaschistische Kulturpolitik 1934 mit den berühmten Worten: „Es ist nicht der böse Geist, sondern die böse Geisteslosigkeit der österreichischen Kulturpolitik“.

### Ideologische Ausrichtung

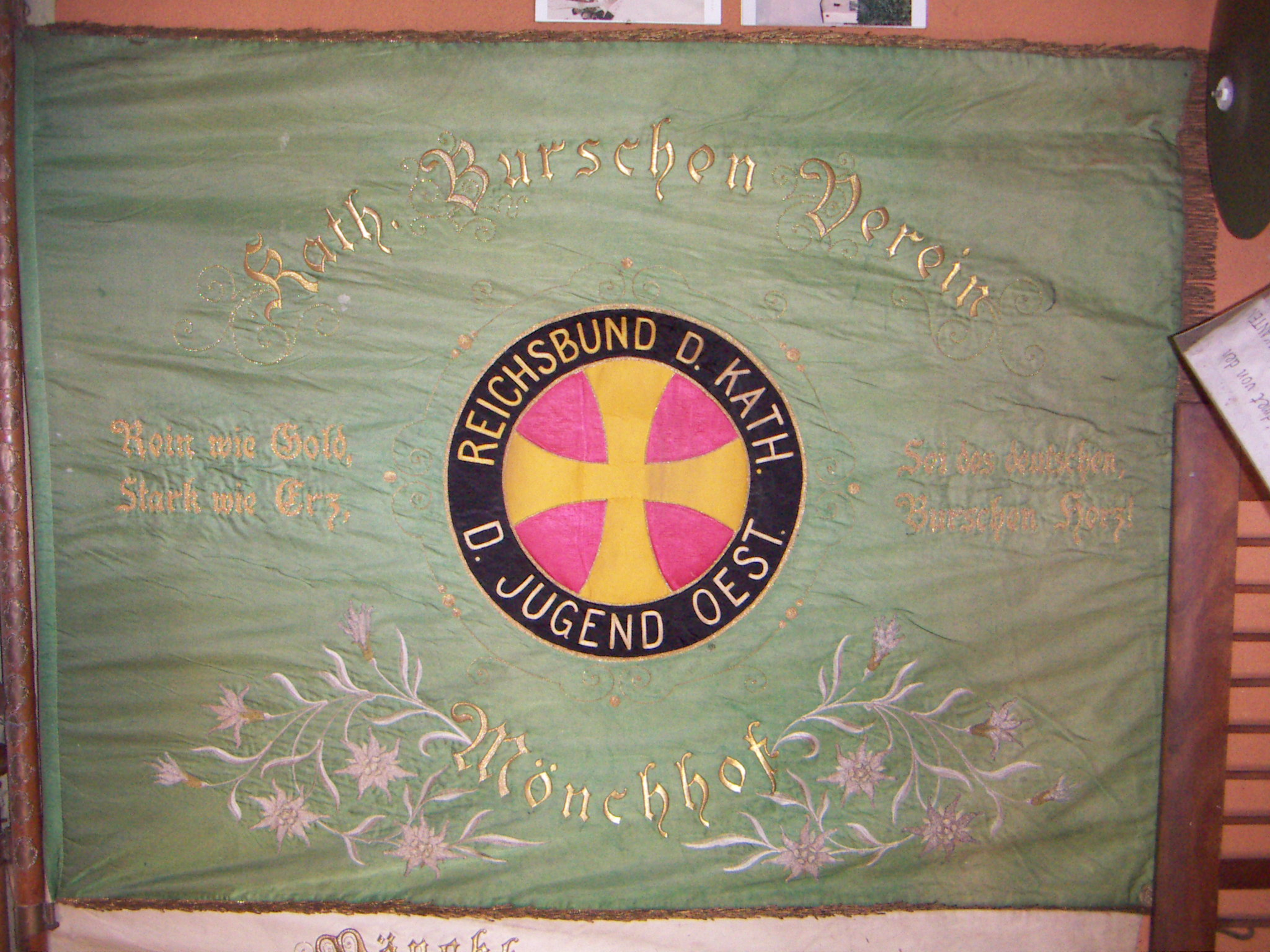
Fahne des Reichsbundes der Katholischen Jugend im Dorfmuseum Mönchhof. Die Inschrift lautet: „Rein wie Gold, Stark wie Erz, Sei des deutschen, Burschen Herz!“

Der austrofaschistische Ständestaat lehnte sich eng an das Ideal eines christlichen Ständestaates an, wie es von Papst Pius XI. in der Enzyklika Quadragesimo anno aus dem Jahr 1931 entwickelt worden war.
Ideologische Grundlagen des Ständestaats waren, wie auch bei den anderen faschistischen Ländern dieser Zeit, die Ablehnung des Klassenkampfes und das Anstreben einer „Harmonie der Stände“ in einem autoritär geführten Staat. Ziel des Austrofaschismus war, die Nationalsozialisten zu „überhitlern“. In diesem Zusammenhang ist sowohl die autoritäre Führerideologie als auch die Errichtung der Vaterländischen Front, die als Massen- und Einheitspartei gedacht war, zu sehen.
Im Unterschied zum rassenideologisch begründeten Volksgemeinschaftsdenken der Nationalsozialisten nahm in der austrofaschistischen Variante die besondere Geschichte Österreichs eine gewichtige Rolle ein. In Abgrenzung zum Deutschen Reich wurde sie benutzt, um den auf der katholischen Ausrichtung des Regimes basierenden Anspruch, die Österreicher seien die „besseren Deutschen“, zu unterstreichen. Im Sinne christlich-sozialer Geschichtsauffassung avancierte die Monarchie zum Ideal des mächtigen Vielvölkerstaates, der Österreich nach dem Vertrag von Saint-Germain nun nicht mehr war.
Außenpolitisch versuchte sich der Austrofaschismus vor dem Machtanspruch der deutschen Nationalsozialisten durch eine Kooperation mit Mussolini zu schützen, dessen Faschismus der österreichischen Variante näherstand.

## Stützen des Systems

### Kirche
Es gibt keinerlei Belege dafür, dass der Vatikan oder der österreichische Episkopat Dollfuß in die Diktatur getrieben hätte. Nichtsdestoweniger begrüßten die katholischen Bischöfe Österreichs den austrofaschistischen Putsch. Der Wiener Kardinal Innitzer begrüßte die Ausschaltung des Parlaments am 12. März 1933 als „Anbruch einer neuen Zeit“, die er mit dem Zeitalter der Gegenreformation verglich. Den von Taras Borodajkewycz organisierten Katholikentag im Oktober 1933 stellte er unter das Motto Numquam retrorsum („Niemals zurück“). Im Weihnachtsbrief des Jahres hieß es:

„Das Jahr 1933 hat der ganzen Christenheit reichen Gnadensegen, unserem Vaterland Österreich überdies viele Freuden gebracht […]. Sie (die Regierung, Anm.) kann schon jetzt auf eine Reihe von segensreichen Taten hinweisen, die das wahre Wohl sichern und fördern,“

Am 10. Mai 1933 unterzeichnete Justizminister Kurt Schuschnigg das Konkordat, am 16. August erschwerte die Regierung den Austritt aus der katholischen Kirche. Von nun an mussten alle Menschen, die gewillt waren, der katholischen Kirche den Rücken zu kehren, eine Prüfung ihres Geistes- und Gemütszustandes durchlaufen. Die für den Austritt zuständigen Bezirkshauptmannschaften konnten dieses Verfahren beliebig lange hinausziehen. Infolge des Bemühens um eine Rekatholisierung der der Kirche entfremdeten Arbeiterschaft wurden in der kurzen Periode des Austrofaschismus zahlreiche Kirchenbauten errichtet, etwa die dem „Arbeiter“ St. Josef gewidmete Pfarrkirche Sandleiten beim Sandleitenhof, dem größten Gemeindebau des „Roten Wien“.
Nicht zuletzt wegen dieser kirchenfreundlichen Haltung bekam das austrofaschistische Regime auch aus dem Vatikan offizielle Unterstützung. Papst Pius XI. erteilte bereits am 28. Oktober 1933 seinen Segen den „vornehmen Männern, die Österreich in dieser Zeit, in diesen Tagen regieren, die Österreich so gut, so entschieden, so christlich regieren“, und sogar noch während der Februarkämpfe 1934 erhielt Dollfuß den apostolischen Segen des Papstes.
Dollfuß selbst war stark an einer katholischen Renaissance interessiert. Schon während der Trabrennplatzrede am 11. September 1933 kündigte er einen „sozialen, christlichen deutschen Staat Österreich auf ständischer Grundlage, unter starker autoritärer Führung“ als seine Zielvorstellung an. Aber auch auf Seiten der Kirche war das Interesse an einem klerikal-faschistischen Österreich beträchtlich. So beteiligten sich kirchliche Würdenträger in Ebensee und Steyr an der Säuberung von Arbeiterbüchereien. In Steyr wurden die Bestände von 4000 auf 900 Bücher reduziert, von denen weitere 200 gesperrt wurden. Betroffen waren, neben explizit linker Literatur, auch Schriften jüdischer Autorinnen und Autoren. In kirchlichen Berichten zu diesen Ereignissen heißt es: „Vier Kisten mit Büchern wurden der Polizei zum Vernichten übergeben. Es handelte sich um die rein sozialistischen, erotischen und glaubensfeindliche Bücher. Die ärgsten erotischen und kirchenfeindlichen Bücher wurden in zerrissenem Zustand der Polizei übergeben“.
Die Evangelischen Kirchen A.B. und H.B. in Österreich erlebten den Austrofaschismus als eine „neue Gegenreformation“ und reagierten in vielen Pfarrgemeinden mit einer Hinwendung zum Deutschen Reich als Mutterland der Reformation, ohne die Gleichschaltung der deutschen Evangelischen Landeskirchen wahrzunehmen.
Im Jahre 1934 kam es zu einer Eintrittswelle der vorher aus der römisch-katholischen Kirche ausgetretenen Arbeiterschaft, die die Anzahl der Evangelischen in Österreich um ca. 25 % erhöhte. Von Seiten des austrofaschistischen Regimes wurden in der Folge massive Erschwernisse des Übertritts zu einer der Evangelischen Kirchen eingeführt, so die Zwangspsychiatrierung von Eintrittswilligen, Verbot der Gründung neuer Pfarrgemeinden, Verbot der Neufassung der Kirchenverfassung, Behinderung des Religionsunterrichts, in Einzelfällen Verbot der Beerdigung Evangelischer auf Ortsfriedhöfen, so diese im Besitz der römisch-katholischen Ortsgemeinde waren. In der Folge radikalisierte sich die Stimmung in weiten Teilen der Evangelischen Kirche A.B. in Österreich so sehr, dass in Adolf Hitler der einzige mögliche Retter der Evangelischen Kirchen in Österreich gesehen wurde. Gegenstimmen wie die des Superintendenten Heinzelmann (Vertrauensmann der Evangelischen Kirche A.B.; ein Titel, der inoffiziell eingeführt wurde, da die austrofaschistische Regierung die Einführung eines Bischofsamtes untersagt hatte) wurden in der aufgehetzten Stimmung nicht mehr gehört.

### Österreichischer Cartellverband
Der Österreichische Cartellverband (ÖCV), der 1933 in Abgrenzung zum gleichgeschalteten deutschen CV entstanden war, nahm während der Zeit des Austrofaschismus eine intellektuelle Trägerfunktion des Regimes wahr. Nicht zuletzt aus diesem Grund fiel der gesellschaftliche Aufstieg des Verbands zeitlich mit dem Ende der parlamentarischen Demokratie und der Etablierung des austrofaschistischen Systems zusammen.
Zwischen 1933 und 1938 waren fast alle öffentlichen Ämter von größerer Bedeutung mit ÖCV-Mitgliedern besetzt. Engelbert Dollfuß wurde zeit seines Lebens in der offiziellen Sprachregelung des ÖCV als „Führer“ gesehen und auch so bezeichnet. Im Gegenzug sorgte Dollfuß dafür, dass junge Akademiker, die dem ÖCV angehörten, schnell zu Spitzenpositionen in Politik und Verwaltung vordringen konnten. Des Weiteren wurde dem Regierungschef ein Mitspracherecht bei der Besetzung von Ämtern innerhalb des ÖCV eingeräumt.
Dem Historiker Stephan Neuhäuser zufolge

„unterstützten mindestens 37 % aller studierenden Mitglieder des ÖCV in verschiedenen Wehrformationen Bundesheer und Heimwehr während der Februarereignisse 1934 (…) In Graz beteiligten sich 70 % der aktiven ÖCVer auf Seiten der Regierungstruppen und Heimwehren, in Leoben 45 %, in Wien 33 % und in Innsbruck 29 %. Die größten Kontingente stellten Babenberg Graz (40), Carolina Graz (40), Austria Wien (53), Austria Innsbruck (49), Norica Wien (64) und Rudolfina Wien (54).“

Nach dem Februar übernahm die dem ÖCV nahestehende Akademikerhilfe die zuvor sozialistischen Akademikerheime in der Säulengasse 18 sowie der Billrothstraße 9 in Wien.
Der Anteil von ÖCVern in verschiedenen Gremien des austrofaschistischen Staates war enorm hoch. Im Bundesrat lag er bei 90 Prozent. Mit Otto Kemptner wurde ein Bundesbruder von Engelbert Dollfuß von der Franco-Bavaria Wien mit dem Aufbau der Vaterländischen Front beauftragt. Für Mitglieder des ÖCV bestand ab 1933 Beitrittspflicht.
Der Einfluss des ÖCV auf die österreichische Regierungspolitik war offensichtlich. In der Bundesregierung Dollfuß I gehörten sechs von zehn Ministern dem Verband an, nach drei Regierungsumbildungen waren es schließlich acht von zehn. Die Bundesregierung Dollfuß II/Schuschnigg I bestand ausschließlich aus Mitgliedern des ÖCV. Ähnlich verhielt es sich in den weiteren Regierungen Schuschniggs, in denen der ÖCV jeweils etwa die Hälfte der Ministerposten besetzen konnte. Auch als 1936 Nationalsozialisten in die Regierung aufgenommen wurden, waren immer noch vier Minister aus dem ÖCV Teil des Kabinetts und sogar noch in der nationalsozialistischen Marionettenregierung unter Arthur Seyß-Inquart fanden sich mit Wilhelm Wolf und Oswald Menghin zwei ÖCVer, die deshalb jedoch aus dem ÖCV ausgeschlossen wurden. Als Gegenbeispiel mag der CVer Ernst Karl Winter dienen, der sich seit seiner gemeinsamen Militärdienstzeit mit Engelbert Dollfuß immer wieder gegen dessen Politik wandte und sich für Demokratie, Parlamentarismus und die Versöhnung mit der Arbeiterschaft einsetzte.
Nach der Absetzung des sozialdemokratischen Wiener Bürgermeisters Karl Seitz infolge der Ereignisse des Februars 1934 wurde mit Richard Schmitz ein Mitglied des Cartellverbandes neuer Bürgermeister. Bereits 1933 kamen die Landeshauptleute des Burgenlands, Niederösterreichs, Oberösterreichs, Tirols, Salzburgs, der Steiermark und Vorarlbergs aus dem ÖCV.
„Einer der besten des CV, unser verewigter Kanzler Dr. Dollfuß“, hieß es im Juni 1935 im Mitteilungsblatt des ÖCV – und noch 1937 konnte man dort lesen: „Die Dollfußstraße ist keine andere als die traditionelle CV-Straße.“

## Antisemitismus
Die Haltung der austrofaschistischen Regierung zur jüdischen Gemeinde in Österreich war zwiespältig. Einerseits wurden keine antijüdischen Gesetze erlassen, und jüdische Bürger konnten problemlos der Vaterländischen Front beitreten und sich in ihr betätigen. Andererseits unternahm das Regime keinerlei ernsthafte Anstrengungen, um die Juden in Österreich vor Übergriffen der Bevölkerung zu schützen. Die bereits vor der austrofaschistischen Machtergreifung vorhandene Diskriminierung von Juden im öffentlichen Leben verschärfte sich so weiter. Regelmäßig kam es zu privat organisierten Boykottaufrufen gegen jüdische Unternehmer und sogar zu Geschäftsblockaden. Nach der Unterzeichnung des Juliabkommens nahmen tätliche Übergriffe durch Nationalsozialisten auf Juden stark zu, welchen Polizei und Justiz nur unzureichend entgegentraten.
Zahlreiche Organisationen, welche dem Regime nahestanden, hatten ein offen antisemitisches Programm, so etwa die faschistischen Heimwehren. Auch innerhalb der römisch-katholischen Kirche, einer ebenso mächtigen Stütze des Ständestaates, gab es starke antijüdische Strömungen, welche unter anderem durch Bischof Alois Hudal vertreten wurden. Auch Studenten des Cartellverbandes verübten 1935 einen Überfall auf eine jüdische Studentenverbindung an der Universität Wien.
In der öffentlichen Verwaltung setzte ab 1933 eine starke Diskriminierung jüdischer Beamter ein. Viele von ihnen wurden unter dem Vorwand, sie würden der sozialdemokratischen oder der kommunistischen Partei nahestehen, aus dem Dienst entlassen. In der Zeitschrift Der jüdische Weg hieß es dazu: „Vier Fünftel der entlassenen Juden hatten mit Politik nichts zu tun und wurden nur entlassen, weil sie Juden waren“. Im Jahr 1935 waren nur noch 0,4 % aller Beamten Juden (682 von insgesamt 160.700 öffentlichen Bediensteten), gegenüber 2,8 % jüdischem Bevölkerungsanteil.
Nach einem Erlass des Unterrichtsministers Kurt Schuschnigg vom 4. Juli 1934 sollten christliche und jüdische Schüler jeweils eigene Klassen bilden, sofern genug jüdische Schüler vorhanden waren. In Wien gab es neun Schulen mit Judenklassen.
Die Lage der Juden im nationalsozialistischen Deutschland unterschied sich in diesen Jahren stark von derjenigen der Juden in Österreich. Zwischen 1933 und 1938 wurde Österreich daher auch zum Zufluchtsort für viele jüdische Kulturschaffende aus Deutschland. Ein großer Teil der Juden unterstützte den Ständestaat, so etwa auch Karl Kraus, der zwar konvertiert war, aber dennoch aus Sicht der Nationalsozialisten als Jude galt. Kraus sah im Ständestaat die einzige Hoffnung gegen Hitler und stellte sich in seiner frühzeitigen Abrechnung mit dem NS-Staat („Dritte Walpurgisnacht“, 1933) klar auf die Seite Dollfuß’. Andere wichtige jüdische Schriftsteller, die den Ständestaat ausdrücklich unterstützten, waren Franz Werfel, Felix Braun, Ernst Lothar oder Joseph Roth.

## Konflikt mit dem Nationalsozialismus und das Ende des Regimes

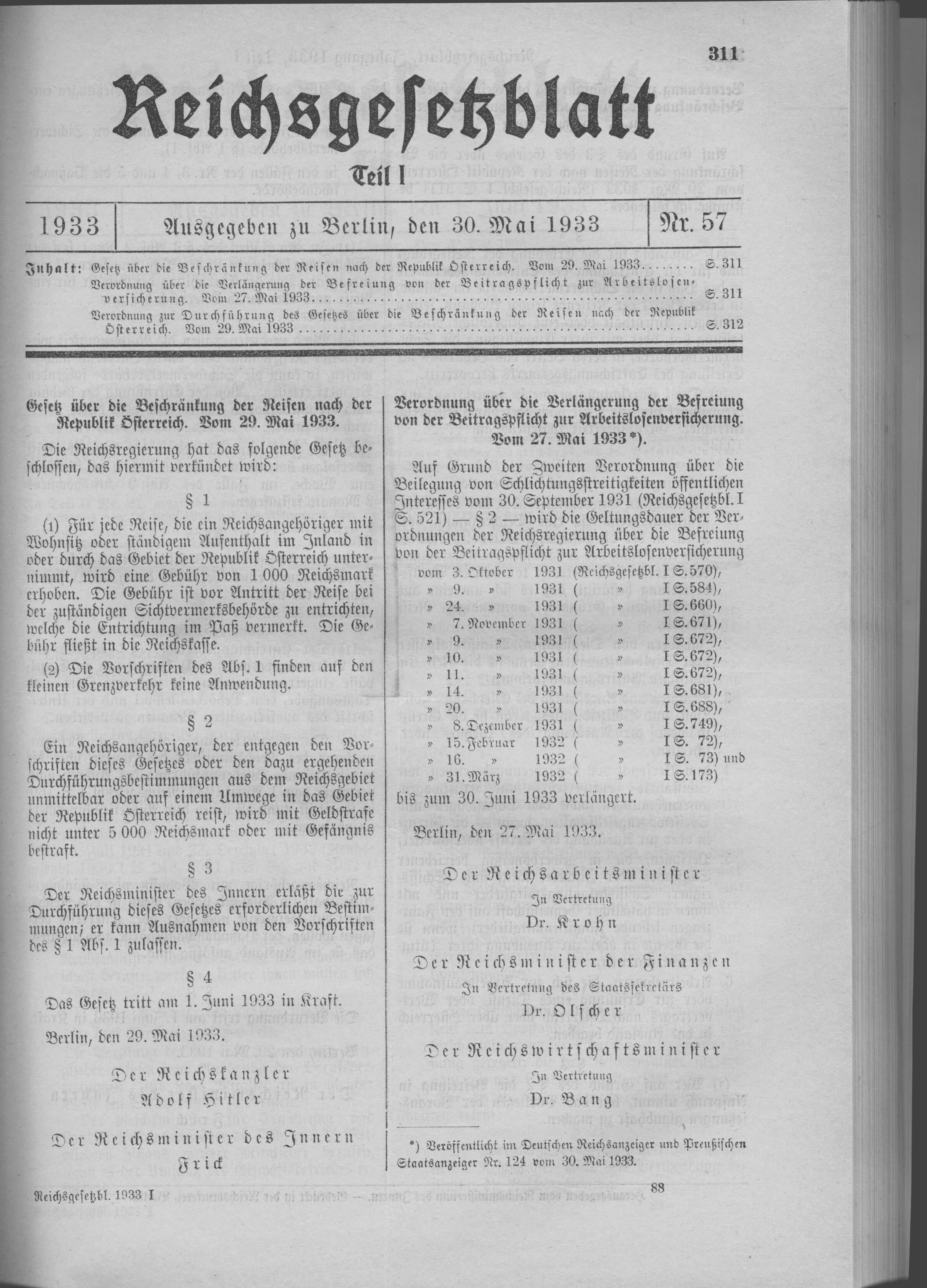
Gesetz über die Beschränkung der Reisen nach der Republik Österreich vom 29. Mai 1933 (Deutsches Reich)

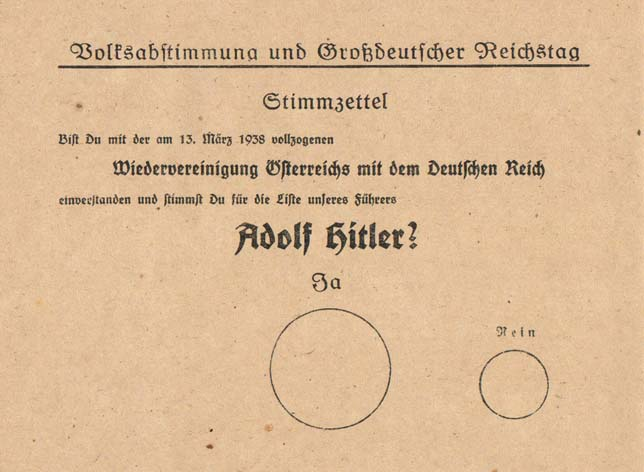
Stimmzettel zur Volksabstimmung über den Anschluss

Trotz bestehender Ähnlichkeiten von Austrofaschismus und Nationalsozialismus (etwa in der Ablehnung der pluralistischen Demokratie), gab es eindeutig auch Unterschiede zwischen diesen Ideologien (vgl. die historische Einordnung), verbunden mit einem offenen Konflikt zwischen den Vertretern des österreichischen Ständestaates und Anhängern des Nationalsozialismus. Dieser Konflikt spitzte sich in einem Handgranatenattentat durch zwei Nationalsozialisten zu, die am 19. Juni 1933 eine Gruppe christlich-deutscher Turner angriffen und dabei 30 Turner verletzten. Daraufhin wurde der NSDAP ein Betätigungsverbot in Österreich auferlegt, was de facto einem Verbot dieser Organisation gleichkam.
Im Juli 1934 versuchten die weitgehend im Illegalen arbeitenden österreichischen Nationalsozialisten im sogenannten Juliputsch die austrofaschistische Regierung abzusetzen und die Macht an sich zu reißen. Zwar misslang der Putschversuch, aber sie ermordeten den Kanzler Engelbert Dollfuß. Ihm folgte der vormalige Justizminister Kurt Schuschnigg als Bundeskanzler. Auch dieser stand dem Nationalsozialismus und dem Anschluss an das Deutsche Reich kritisch gegenüber. Nur unter Druck schloss er 1936 das Juliabkommen mit dem Deutschen Reich, in dem er Zugeständnisse an die Nationalsozialisten machte, dafür aber von Adolf Hitler die Unabhängigkeit Österreichs zugesichert bekam. In der Folge wurden 17.000 österreichische Nationalsozialisten amnestiert. Als Vertrauensleute der Nationalsozialisten wurden Edmund Glaise von Horstenau als Minister ohne Portefeuille und Guido Schmidt als Staatssekretär im Außenministerium in das austrofaschistische Regierungskabinett aufgenommen. Des Weiteren wurde ein „Volkspolitisches Referat“ als Teilorganisation der Vaterländischen Front geschaffen, mit der man die illegale nationalsozialistische Opposition in die Partei eingliederte. Zahlreiche zuvor verbotene nationalsozialistische Zeitungen wurden legalisiert. Die Nationalsozialisten erhielten durch diese Entwicklungen zusehends Auftrieb.
Am 12. Februar 1938 nötigte Hitler Schuschnigg zum so genannten Berchtesgadener Abkommen, das die schrittweise Machtübernahme der Nationalsozialisten fortsetzte. Der Nationalsozialist Arthur Seyß-Inquart, der 1937 in den Staatsrat berufen worden war, wurde Innen- und Sicherheitsminister in der Schuschnigg-Regierung. Schuschnigg setzte am 9. März als letzten Versuch, Österreichs Unabhängigkeit zu bewahren, für den 13. März eine Volksabstimmung über Österreichs Unabhängigkeit an. Daraufhin wurde er jedoch von Hitler unter Drohung militärischen Eingreifens zur Abdankung zugunsten Seyß-Inquarts gezwungen. Am 12. März erfolgte der Einmarsch der Deutschen, ohne auf militärischen Widerstand zu treffen, und unter dem Jubel zahlreicher Österreicher. Die Abstimmung fand nicht mehr statt.
Schuschnigg wurde später von den Nationalsozialisten in einem Konzentrationslager in Deutschland inhaftiert. Auch wenn er dort noch eine Vorzugsbehandlung erhielt, entging er dem Tod nur aufgrund einer Befreiungsaktion (Befreiung der SS-Geiseln in Südtirol durch den Wehrmachtsoffizier von Alvensleben).

## Nachwirkung

### Politische Debatte
Die Große Koalition hat den Austrofaschismus im politischen und wissenschaftlichen Diskurs bis 1966 tabuisiert („Koalitionsgeschichtsschreibung“). Dies wurde durch den Umstand erleichtert, dass die österreichische Diktatur durch die anschließende nationalsozialistische Herrschaft überlagert wurde. Bis heute gibt es in Österreich keine gemeinsame, allgemein akzeptierte Geschichtsauffassung – insbesondere unter den großen politischen Parteien – wenn es um die Jahre des Austrofaschismus geht. Während Dollfuß im bürgerlichen Lager von manchen immer noch als „Heldenkanzler“ und „Märtyrer“ gesehen wird, bezeichnen ihn andere aus dem linken Lager als „Arbeitermörder“ und „Faschisten“.
Insbesondere Politiker aus den Reihen der ÖVP vermeiden das Wort „Faschismus“ gänzlich und verwenden stattdessen Begriffe wie Ständestaat (die Eigenbezeichnung des Regimes) für die Jahre 1933 bis 1938. Lange Zeit war in konservativen Kreisen auch die „These der geteilten Schuld“ populär, die den Sozialdemokraten eine Teilschuld an den politischen Entwicklungen der 1930er Jahre gab und den Austrofaschismus als Reaktion darauf darstellte. Von Seiten der Sozialdemokraten war vor der austrofaschistischen Machtübernahme lediglich beschlossen worden, im Falle einer gewalttätigen Ausschaltung des Parlaments den Generalstreik auszurufen. Als die „Ausschaltung des Parlaments“ am 15. März 1933 tatsächlich passierte, blieb sogar der zuvor angedrohte Generalstreik aus, und die sozialdemokratische Parteispitze gab sich weiter verhandlungsbereit.
Bis heute wird der Austrofaschismus (etwa von ÖVP-nahen Historikern wie Gottfried-Karl Kindermann) als Bollwerk gegen den Nationalsozialismus dargestellt, dies entspricht auch der erwähnten Mythisierung Dollfuß’ als „Märtyrerkanzler“. Allerdings wird diese These bereits seit Jahrzehnten angezweifelt, zumal intensive Kooperationen zwischen austrofaschistischen und nationalsozialistischen Politikern – besonders in der Endphase des Regimes – nachgewiesen werden konnten. Der Zeithistoriker Gerhard Botz schildert das diesbezügliche Scheitern des Austrofaschismus folgendermaßen:

„Das autoritäre, stark obrigkeitsstaatlich geprägte Regime Dollfuß’ und Schuschniggs, zunächst stark antinazistisch vorgehend, verlor nach der Niederwerfung der Sozialdemokratie und dem beginnenden Rückzug der protegierenden Hand Mussolinis rasch seine Widerstandskraft gegen den stärker werdenden Nationalsozialismus von außen und im Inneren. Zugleich öffnete es durch die Etablierung autoritärer Strukturen den in den Staatsapparat zunehmend eingelassenen (halbillegalen) Nazis eine weitere Möglichkeit zur (schein)legalen Machtübernahme im März 1938.“

Bis Juli 2017 hing ein Gemälde des austrofaschistischen Bundeskanzlers Engelbert Dollfuß im Parlamentsklub der Österreichischen Volkspartei. Jährlich legen der ÖVP-Parlamentsklub und die Junge ÖVP Wien einen Kranz am Grab von Engelbert Dollfuß nieder; auch der der ÖVP nahestehende Österreichische Cartellverband legt dort regelmäßig Kränze nieder. Bis heute ist Dollfuß Ehrenmitglied in 16 ÖCV-Verbindungen, sein Nachfolger Kurt Schuschnigg bringt es auf neun Ehrenmitgliedschaften.
In den letzten Jahren wird jedoch auch in der politischen Debatte der Umgang konservativer Kreise mit der austrofaschistischen Vergangenheit zunehmend kritisiert. Ein Gedenkgottesdienst, den die ÖVP im Juli 2004 anlässlich des 70. Todestages von Engelbert Dollfuß veranstaltete, löste abermals eine breite politische Debatte aus, in deren Folge der Umgang der Partei mit ihrer eigenen Vergangenheit größtenteils verurteilt wurde.

### Historische Einordnung
Da der österreichische Ständestaat einerseits Elemente des Faschismus enthält, andererseits auf die katholische Soziallehre Bezug nimmt, wurde er auch mit dem Begriff „Klerikalfaschismus“ belegt. Sehr deutliche Anklänge gibt es an den Estado Novo in Portugal und den Franquismus in Spanien. Ideologisch vergleichbar ist der Austrofaschismus mit der im italienischen Faschismus und auch im Nationalsozialismus existierenden Traditionalistischen Schule, die etwa in Italien von Julius Evola und im Deutschen Reich von Carl Schmitt vertreten wurden.
Die Frage, ob es sich bei dem Austrofaschismus um einen „echten“ Faschismus handelte, ist insbesondere in der innerösterreichischen Debatte umstritten. Es wird argumentiert, dass dem System wesentliche Merkmale eines faschistischen Regimes fehlten, da es keine wirklich fassbare Ideologie, keine Massenpartei, vor allem aber keine Massenbasis gegeben habe. Ebenso blieben auch die geplanten Institutionen des Ständestaates bestenfalls ein Torso. Auch andere Kennzeichen des Faschismus, wie expansive aggressive Außenpolitik, ideologisch einheitliche schlagkräftige Wehrformationen, ein starkes, charismatisches Führertum mit einer Herrschaftskonzentration fehlten weitgehend. Das System wird daher mitunter als Imitationsfaschismus bezeichnet. Der Historiker Ernst Hanisch spricht unter Verweis auf Otto Bauer von Halbfaschismus, um die Jahre 1933 bis 1938 zu charakterisieren. Auch Kurt Bauer hält den Begriff Austrofaschismus wegen der fehlenden Massenbasis für bis heute umstritten. Es könne ebenso von einer „halbfaschistischen, autoritären Regierungsdiktatur“ gesprochen werden. Stanley Payne bezeichnet Österreich zwischen 1933 und 1938 als korporatistisch-autoritäres System, welches mehr Gemeinsamkeiten mit dem katholisch-konservativen Regime des Estado Novo in Portugal als mit Faschismus und Nationalsozialismus gehabt habe. Vor allem die Abwesenheit imperialistischer Außenpolitik und eines aggressiven Antisemitismus sind nach Paynes Beurteilung entscheidend für diese Charakterisierung.
Der Philosoph und Historiker Norbert Leser betrachtet „Austrofaschismus“ als geschichtspolitischen Kampfbegriff ohne wesentliche wissenschaftliche Grundlage:

„Die Charakterisierung des Ständestaates als Austrofaschismus dient in der Geschichtsschreibung der Linken nicht so sehr der wissenschaftlichen Orientierung, als der politischen Instrumentalisierung. Mit dieser bereits im Begriff enthaltenen totalen Verurteilung wurde und wird argumentiert, um die Vergangenheit des politischen Gegners schlecht zu machen und die eigene in umso hellerem Glanz erstrahlen zu lassen.“

Ähnlich stuft auch der Historiker Robert Kriechbaumer den Begriff „Austrofaschismus“ als „einen für die historische Analyse ungeeigneten Kampfbegriff Otto Bauers“ ein.
Von anderen Historikern werden der radikale Antiparlamentarismus sowie die gewaltsame Niederschlagung und Unterdrückung der Arbeiterbewegung ins Zentrum gestellt. Historiker wie Jill Lewis gehen davon aus, „dass die von den Christlich-Sozialen betriebene Zerstörung der demokratischen Institutionen auf das Auslöschen der Sozialdemokratie und nicht, wie apologetisch behauptet, auf den Schutz Österreichs vor dem Faschismus zielte“. Auch Lucian O. Meysels betrachtet die Bezeichnung „Austrofaschismus“ als legitim, da führende Persönlichkeiten des Regimes wie Ernst Rüdiger Starhemberg zum faschistischen Staat Mussolinis in besonders engem persönlichem, finanziellem und ideologischem Kontakt gestanden hätten.
Wie weit das politische System zwischen 1933 und 1938 als „faschistisch“ bezeichnet werden kann, ist allerdings auch von der jeweiligen Faschismusdefinition abhängig. Zudem finden sich nicht immer alle Merkmale von Faschismus in der historischen Realität erfüllt. Scheitern – etwa im Zusammenhang mit der Massenbasis – bedeutet daher noch nicht, dass nicht doch faschistische Ziele verfolgt werden. Aufgrund der unklaren Einordnung, die sich aus den unterschiedlichen Definitionen von Faschismus ergibt, fokussiert ein alternativer Ansatz auf die „plebiszitäre Demokratie“, die sich in der zweiten Hälfte des 19. Jahrhunderts in rechtsextremen und konservativen Kreisen entwickelte. Autokratische Herrschaft und Volkssouveränität werden dabei verschmolzen. Demnach steht der Führer nicht – wie ein Monarch – über dem Volk, sondern verkörpere das Volk. Er ist Teil eines organischen Ganzen, womit sich ein Parlament, eine Volksvertretung, erübrige. Die Diktatur, die zwischen 1933 und 1938 in Österreich herrschte, strebte diese „plebiszitäre Demokratie“ in Form einer religiös fundierten „organischen Demokratie“ an. Den meisten politischen Systemen, die als autoritär(-korporatistisch) oder faschistische bezeichnet werden, liegt die „plebiszitäre Demokratie“ zugrunde.